# 七人の野獣 血の宣言
『七人の野獣 血の宣言』（しちにんのやじゅう ちのせんげん）は、1967年10月21日に日活が公開した、江崎実生監督、丹波哲郎主演のアクション映画第2弾。

## ストーリー
元刑事で射撃の名の木戸と以前に3億円略奪を共に企てた6人の仲間、更にヤクザの太田という男を加えた7人は、ある男が競馬場を襲撃して3億円を奪い取ることを計画していることを知り、その金をそのまま奪おうと計画する。

## キャスト
- 丹波哲郎 : 木戸
- 青木義朗 : 片山
- 岡田眞澄 : 辺見
- 高品格 : 芹沢
- 小林昭二 : 青山主任
- 郷えい治 : 鉄
- 弓恵子 : ユリ
- 浜川智子 : アキコ
- 富田仲次郎 : 大黒
- 河上信夫 : 署長
- 木島一郎 : 大黒の部下
- 黒田剛 : 大黒の部下
- 有村道宏 : 大黒の部下
- 深江章喜 : 伊達
- 小池朝雄 : 太田直次郎
- 宍戸錠 : ジョー
- その他 日活ホームページには山本陽子、小高雄二、榎木兵衛らの名前があるが[5]、他サイトには記載がなく、詳細不明。

## スタッフ
- 監督 : 江崎実生
- 脚本 : 山崎巌、江崎実生
- 撮影 : 安藤庄平
- 企画 : 児井英生
- 音楽 : 山本直純、坂田晃一
- 編集 : 鈴木晄

## 併映作品
- 『爆破3秒前』: 井田探監督作品